# Паперть

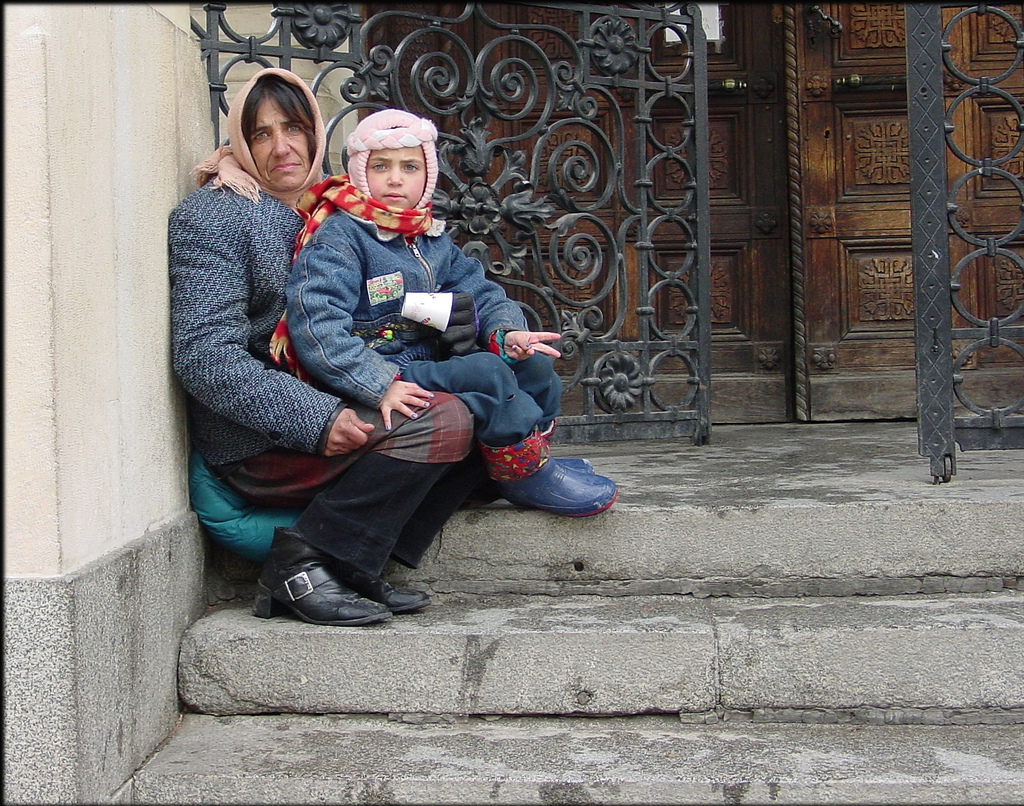
Нищие на паперти (Болгария)

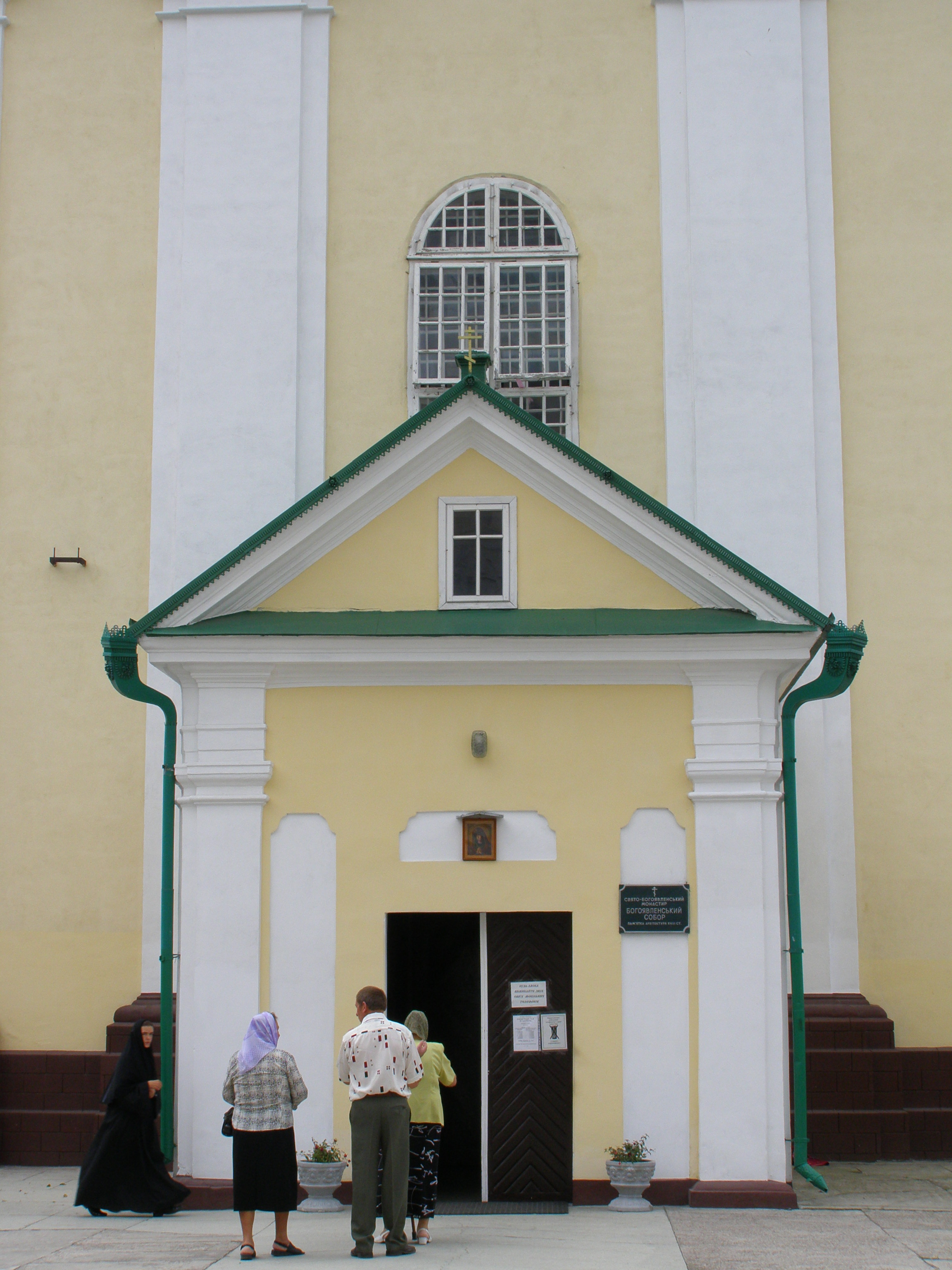
Паперть в монастыре Кременца

Па́перть, или внешний притвор (греч. ἄτριον, лат. atrium, impluvium, pars aperta, польск. papierc) — непокрытая кровлей площадка перед внутренним притвором храма, на которой в первые века христианства стояли плачущие и кающиеся. В середине паперти устраивался бассейн с водой, в котором верующие умывали лицо и руки, прежде чем входили в церковь.

## История изучения
Понятие «непокрытой паперти», применительно к храмам XV-XVII веках, могло появиться в России не ранее начала XVIII века, после появления таких папертей на российских храмах. До конца XVII века подобные храмы с папертями без крыш в России неизвестны. Ранее к таковым ошибочно относили церковь Вознесения в Коломенском, Успенский собор в Дмитрове, церковь Петра митрополита в Переславле-Залесском и все остальные. В своей монографии А. Л. Баталов оставил этот вопрос без достаточного внимания: для него он просто не существовал, поскольку паперти были всегда крытые. Однако после первой реплики Н. В. Султанова в 1897 году в защиту первоначальности второго яруса галерей Благовещенского собора в Московском Кремле, об этой реплике забыли до начала 1960-х годов, когда архитектор Н. Н. Свешников обнаружил первоначальную западную паперть Спасо-Преображенского собора 1490-х годов Новоспасского монастыря. Работавшая с Н. Н. Свешниковым Е. Р. Куницкая тогда же написала записку о первоначальности папертей Успенского собора в Дмитрове, но не сделала к этому заявлению обоснования, и после публикации «Каталога памятников архитектуры Московской области» в 1975 году она о своей датировке не вспоминала.
Первой в публикации к первоначальному строительству отнесла паперти собора Спасского монастыря в Ярославле Е. М. Караваева. Однако в русле ошибочной и уже устаревшей теории при реставрации Преображенской (Троицкой) церкви в Больших Вяземах (ВПНРК-ЦНРПМ) первоначальные столбы с крышей были разобраны. В 1970-х годах к первоначальному строительству отнесены паперти церкви Вознесения в Коломенском. В 1974 году В. И. Федоров снова вернулся к первоначальной султановской датировке папертей Благовещенского собора Московского Кремля. Но в 1975 году вышел «Каталог памятников Московской области», в котором снова опубликованы неверные датировки папертей.
В 1976 году комиссия архитекторов обследовала паперти церкви в Вяземах и установила факт недобросовестного исследования, приведшего к уничтожению второго яруса паперти Преображенской (Троицкой) церкви в Больших Вяземах. В 1976 году установлена первоначальность папертей Успенского собора в Дмитрове. Затем паперти церкви Петра митрополита в Переславле Залесском, в начале 1980-х годов паперти Покровского собора и Успенской церкви Александровой слободы.
Инициатором исследования папертей с середины 1970-х годов и в последующие годы был архитектор В. В. Кавельмахер. Но С. С. Подъяпольский не признавал первоначальности второго яруса папертей церкви Вознесения в Коломенском. В 1998 году под редакцией Е. Н. Подъяпольской вышло второе издание «Каталога памятников архитектуры Московской области», где она пишет о первоначально построенных двухъярусных папертях, в частности на Успенском соборе в Дмитрове. Но ученики С. С. Подъяпольского, архитекторы, проводившие работы на церкви Вознесения в 2001—2007 (ЦНРПМ), до сих пор относят первоначальные столбы с кровлями к поздним переделкам и сохранили их лишь из чисто практических соображений.

## Символическое значение
В настоящее время в православных храмах паперть представляет собой площадку перед входными дверями храма, к которой ведут несколько ступеней и на которой, как и в древности, стоят нищие, просящие подаяние у прихожан.
Паперть, будучи первым храмовым возвышением, знаменует собой духовную высоту Церкви по отношению к миру.
На паперть выходят люди перед пострижением в монахи, в знак отречения от мира.